# Затаившись
«Затаившись» (англ. Hidden) — низкобюджетный научно-фантастический американский постапокалиптический фильм 2015 года в жанре триллера с элементами фильма ужасов. Сценаристами и режиссёрами фильма выступили братья Мэтт и Росс Дафферы, этот фильм стал их сценарным и режиссёрским дебютом в полнометражном кино. Главную роль исполнил известный шведский актёр Александр Скарсгард.
В русскоязычных источниках название фильма также переводят как «Спрятавшиеся» и «Укрытие».
Снимался фильм в Канаде, в провинции Британская Колумбия.
Это был последний фильм продюсера Ричарда Д. Занука; он умер до начала съёмок.

## Сюжет
Девочка Зои и её родители, Рэй и Клэр, уже триста дней живут в школьном бомбоубежище, в которое они спрятались, спасаясь от военных, разбомбивших их родной город Кингсвилл в Северной Каролине после начала эпидемии. Их жизнь тяжела и скучна, они строго регламентируют свою жизнь на основе ими самими разработанных правил. И мать, и отец девочки изо всех сил борются за сохранение своей дочери в физической и психической безопасности, но однажды из-за случайно опрокинутой лампы в убежище начинается пожар; его удаётся погасить, но из-за попавшего наружу дыма их находят некие «дыхуны» (breathers) — сильные и ужасные существа с тяжёлым дыханием. Девочке с матерью удаётся выбраться наружу, они пытаются спастись бегством, но тщетно. Вскоре, однако, оказывается, что происходящее, каким оно казалось зрителю ранее, весьма отличается от того, какое оно есть на самом деле…
Из флэшбеков становится ясно, что после начала эпидемии, вызванной загадочным вирусом, город был разбомблен. Рэй, Клэр и Зои укрылись в бомбоубежище, однако при закрывании дверцы Клэр порезалась и увидела, что её кровь изменилась, став чёрной. Она поняла, что инфекция распространялась по воздуху и все они заразились. «Дыхуны», поймавшие маму и девочку, оказались людьми в специальных костюмах с противогазами, разыскивающими инфицированных. Они собираются убить Клэр и Зои, но на них нападает выживший Рэй. В случае агрессии внешний облик заражённого меняется и увеличивается его физическая сила. Хотя Рэя убивают, Клэр и Зои удаётся справиться с остальными военными и сбежать. Они находят вход в ливневую канализацию, где неожиданно встречают мальчика-соседа, с которым дружила Зои. Тот приводит их в подземное укрытие, где нашли пристанище множество заражённых из Кингсвилла.

## В ролях
- Александр Скарсгард — Рэй
- Андреа Райсборо — Клэр
- Эмили Алин Линд — Зои

## Критические оценки
Фильм получил смешанные отзывы.
По мнению критика Майка МакГренехена (Mike McGranaghan), члена Broadcast Film Critics Association и Online Film Critics Society, в фильме много недостатков: сюжет предсказуем и скучен, в некоторых сценах нарушается логика, а заключительная сцена, претендующая на оригинальность, выглядит слишком неправдоподобной. В целом, по его мнению, фильм весьма вторичен и в нём нет ничего такого, чего нельзя было бы найти в других фильмах данной тематики, при этом можно назвать множество кинопроизведений, в которых всё это сделано гораздо лучше (например, телесериал «Ходячие мертвецы»). Среди достоинств фильма МакГренехен отмечает эффективно использованный приём замкнутого пространства и психологически убедительную игру главных героев, на поведении которых отпечатался год, проведённый в этой мрачной обстановке. Настоящей находкой (a real find) МакГренехен называет юную Эмили Алин Линд в роли Зои, отмечая редкую для столь молодых актёров реалистичность сыгранных ею сильных эмоций.
Иного мнения придерживается критик Нэв Кветил (Nav Qateel). Он считает, что этот фильм можно назвать искусно сделанным, совершенным (accomplished film) — и характеризует его как фильм взрослый и зрелый, с неожиданным финалом, совсем не похожий на типичные низкобюджетные киноленты, созданные в жанре триллера или фильма ужасов.